# آل جولسون
آل جولسون (ولد إيزر يولسون ؛ 09 يونيو 1886- 23 أكتوبر 1950) مغني وممثل كوميدي وممثل وفاوديفيليان من أمريكي أصول ليتوانية يهودي، كان أحد أشهر نجوم الولايات المتحدة والأعلى أجراً في عشرينيات القرن الماضي، وكان يُطلق على نفسه لقب «أعظم ترفيه في العالم.» نحو الأداء وكذلك لنشر العديد من الأغاني التي غناها. تمت الإشارة إلى آل جولسون من قبل النقاد المعاصرين على أنه «ملك فناني الوجه الأسود».
على الرغم من أنّ أفضل ما يذكر اليوم عن جولسن، أنه كان نجم لأول فيلم سينمائي ناطق، مغني الجاز (1927)، لكنه لعب أيضًا دور البطولة في سلسلة من الأفلام الموسيقية الناجحة خلال ثلاثينيات القرن العشرين. بعد الهجوم على ميناء «بيرل هاربور» في ديسمبر عام 1941، كان جولسن النجم الأول الذي استضاف قوات العسكر الخارجية خلال الحرب العالمية الثانية. بعد فترة من خمول نشاطه الفني، عادت نجوميته إلى الظهور من خلال الفيلم الموسيقي الذي يجسد قصة حياة جولسون «ذا جولسون ستوري» (1946)، الذي جسد فيه لاري بارك دور جولسن، مع الدبلجة الصوتية للمغني باركس الذي أدى الأغاني في الفيلم. أعيد إنتاج هذه الصيغة السينمائية في جزء ثانٍ تحت عنوان «جولسن سينغس أغين» (1949). أصبح جولسن مرة أخرى عام 1950 أول نجم يرفه عن وحدات النظام في مواقع الخدمة الفعلية خلال الحرب الكورية، مؤديًا 42 عرضًا خلال 16 يوم. توفي بعد عدة أسابيع من عودته إلى الولايات المتحدة، يُعزى ذلك جزئيًا إلى الإرهاق الجسدي الذي تعرض له نتيجة جدول عروضه المزدحم حينذاك. منحه وزير الدفاع جورج مارشال وسام الاستحقاق بعد وفاته.
قال عنه المؤرخ الموسيقي لاري ستيمبل: «لم يسمع أحد من قبل شيئًا كذلك يُؤدى على مسرح برودواي». كتب ستيفن بانفيلد كذلك أن أسلوب جولسن كان «أهم عامل في تعريف الموسيقى الحديثة».
حقق بأسلوبه الديناميكي في تأديته لأغاني الجاز والبلوز، نجاحًا واسعًا من خلال اقتباسه التقليدي للموسيقى الأفريقية الأمريكية والترويج لها بين الجماهير الأمريكية، التي لم ترغب في سماعها حين أداها مغنون زنوج. لقيت أعماله في كثير من الأحيان تقديرًا كبيرًا من قبل الصحافة السوداء، بالرغم من ترويجه وتخليده للصورة النمطية عنهم. كان له الفضل كذلك في مكافحة التفرقة العنصرية تجاه السود في أعماله على مسرح برودواي في وقت مبكر من عام 1911. أشار الناقد الموسيقي تيد غيويا في مقالة كتبت عام 2000: «لو كان للوجه الأسود ملصقًا يعبر عن الخزي، فإنه سيكون لوجه إل جولسن»، مبينًا بذلك التصريح الإرث المعقد والحساس الذي يملكه جولسن في المجتمع الأمريكي.

## النشأة
ولد إل جولسن باسم إيسا يولسون في قرية سريدنيك اليهودية (يديش)، تعرف اليوم باسم سيريدزيوس، بالقرب من كاوناز في ليتوانيا، التي أصبحت فيما بعد جزءًا من الإمبراطورية الروسية. كان الولد الخامس والأصغر لنيشاما «نعومي» (كانتور قبل الزواج، 1858-1895) وموسى روبين يولسون (1858-1945). أخواته الأربعة هم روز (1879-1939)، إيتا (1880-1948)، وأخت أخرى توفيت خلال فترة طفولتها، وهيرش (هاري) (1882-1953). لم يعرف جولسن بالضبط تاريخ ولادته، لأن سجلات الولادات لم تُحفظ في ذلك الوقت في تلك المنطقة، فأعطي تاريخًا تقريبيًا لولادته في عام 1885.
في عام 1891، انتقل والده الذي كان حاخامًا وقائد جماعة ترتيل إلى مدينة نيويورك لتأمين مستقبل أفضل لعائلته. تمكن موسى مع حلول عام 1849 من دفع التكاليف لإحضار نيشاما وأطفالها الأربعة إلى الولايات المتحدة. مع حلول الوقت الذي وصلوا فيه عبر المراكب إلى رصيف «إس إس» أمبيريا في ميناء نيويورك في 9 أبريل عام 1894، كان قد وجد عملًا له كقائد جوقة ترتيل في مجمع تلمود التوراة في حي الواجهة البحرية الجنوبي الغربي في واشنطن العاصمة، حيث التمّ شمل العائلة من جديد.
توفيت والدة جولسن، نعومي عن عمر 37 عامًا في أوائل عام 1895، فبقي جولسن في حالة من الحزن والأسى لمدة سبعة أشهر. أمضى بعضًا من الوقت في مدرسة القديسة ماري الصناعية للبنين، وهي إصلاحية تقدمية خاصة بالأيتام يديرها الأخوة زافيريان في بالتيمور. أصبح كل من إيسا وهيرش مفتونين بمجال العروض بعد تعرفهما على هذا المجال في عام 1895 من قبل الفنان الترفيهي إل ريفيز، ومع حلول عام 1897 كان الأخوين يغنيان مقابل القليل من النقود على زوايا الشوارع المحلية، مستخدمين اسمي «إل» و «هاري». وكثيرًا ما استخدما هذه الأموال لشراء بطاقات لزيارة المسرح الوطني. أمضيا معظم أيامهما يعملان في وظائف مختلفة كفريق واحد.